# (13774) Spurný
(13774) Spurný, désignation internationale (13774) Spurny, est un astéroïde de la ceinture principale ainsi nommé en hommage à Pavel Spurný.

## Description
(13774) Spurny est un astéroïde de la ceinture principale. Il fut découvert le 10 octobre 1998 à la station Anderson Mesa par le programme LONEOS. Il présente une orbite caractérisée par un demi-grand axe de 3,01 UA, une excentricité de 0,10 et une inclinaison de 9,3° par rapport à l'écliptique.

## Compléments